# Bóng đèn Dendera

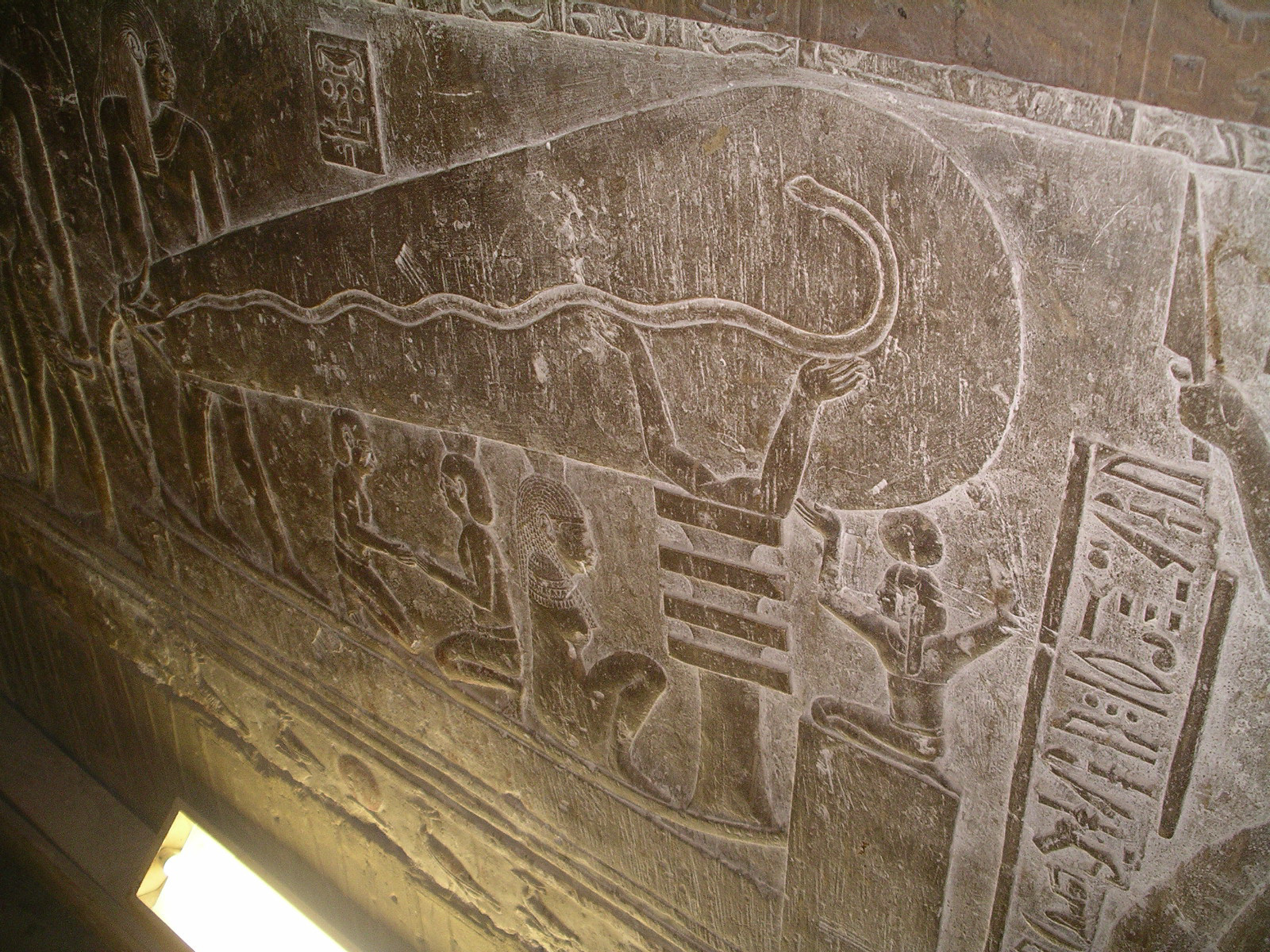
"Bóng đèn Dendera"; hiển thị ở đây là một trong những ví dụ về "Đèn Dendera" được tìm thấy trên bức tường bên trái của cánh phải bên trong một trong những hầm mộ.

Bóng đèn Dendera là một mô típ được chạm khắc như một bộ phù điêu bằng đá trong ngôi đền Hathor tại Dendera ở Ai Cập, trông rất giống với các thiết bị chiếu sáng điện hiện đại. Một giả thuyết ngoài lề cho thấy rằng bóng đèn Dendera mô tả công nghệ điện tiên tiến được sở hữu bởi người Ai Cập cổ đại; tuy nhiên, các nhà Ai Cập học chính thống xem những hình chạm khắc này là đại diện thay vì một bộ hình ảnh tượng trưng điển hình từ thần thoại Ai Cập. Chúng mô tả một cột djed và một bông hoa sen sinh ra một con rắn bên trong nó được coi là biểu tượng của sự ổn định và khả năng sinh sản.

## Giải thích chính thống
Quan điểm của các nhà Ai Cập học là bức phù điêu mô tả thần thoại về một cây cột djed và một bông hoa sen (Nymphaea caerulea), sinh ra một con rắn bên trong, đại diện cho các khía cạnh của thần thoại Ai Cập. Cây cột djed là một biểu tượng của sự ổn định cũng được hiểu là xương sống của thần Osiris. In Trong các chạm khắc, bốn đường ngang tạo thành đầu cột của djed được bổ sung bằng cánh tay của con người đang dang ra, như thể djed là xương sống. Hai cánh tay giữ con rắn trong bông hoa sen. Những con rắn đến từ hoa sen tượng trưng cho khả năng sinh sản, liên quan đến trận lũ sông Nile hàng năm.

## Giải thích ngoài lề
Trái ngược với cách giải thích chính thống, một giả thuyết bên lề cho rằng các bức phù điêu mô tả công nghệ điện của Ai Cập cổ đại, dựa trên so sánh với các thiết bị hiện đại tương tự (như ống Geissler, ống Crookes, và đèn hồ quang). J. N. Lockyer chuyển sang tham khảo lời đề nghị của đồng nghiệp rằng đèn điện sẽ giải thích sự vắng mặt của lớp muội than lắng đọng trong lăng mộ đôi khi được chuyển tiếp như một cuộc tranh luận ủng hộ cách giải thích cụ thể này (một lập luận khác được đưa ra là sử dụng hệ thống gương phản chiếu).
Những người ủng hộ cách giải thích này cũng đã sử dụng một văn bản đề cập đến "các cột cao được phủ bằng những tấm đồng" để tranh luận về điều này, nhưng Bolko Stern đã viết chi tiết giải thích lý do tại sao các đỉnh cột được phủ bằng đồng (thấp hơn các trụ liên quan) không liên quan đến điện hay sét, chỉ ra rằng không có bằng chứng về bất cứ thứ gì được dùng để thao tác điện năng đã được tìm thấy ở Ai Cập và đây là một phép thuật và không phải là sự lắp đặt về mặt kỹ thuật.